# Keménykötésűek
A Keménykötésűek (eredeti cím: Knockaround Guys) 2001-es amerikai akció-thriller Barry Pepper, Vin Diesel, Seth Green, John Malkovich és Dennis Hopper főszereplésével. A filmet az Egyesült Államokban és Kanadában forgatták, többek között az albertai Delia kisvárosban.

## Rövid történet
A maffiózók leendő fiai egy távoli középnyugati városba mennek, és nagyobb bajba keverednek, mint azt bárki is gondolta volna.

## Szereplők
| Szereplő               | Színész           | Magyar hang      |
| ---------------------- | ----------------- | ---------------- |
| Matty Demaret          | Barry Pepper      | Rajkai Zoltán    |
| Taylor Reese           | Vin Diesel        | Gesztesi Károly  |
| Johnny Marbles         | Seth Green        | Seszták Szabolcs |
| Chris Scarpa           | Andrew Davoli     | Welker Gábor     |
| Teddy Deserve          | John Malkovich    | Szakácsi Sándor  |
| Benny "Chains" Demaret | Dennis Hopper     | Barbinek Péter   |
| Billy Clueless         | Arthur Nascarella | N/A              |
| Stan Decker seriff     | Tom Noonan        | Seress Zoltán    |
| Freddy, az órás        | Nicholas Pasco    | N/A              |
| Donny Ward megbízott   | Shawn Doyle       | Holl Nándor      |
| Gordon Brucker         | Kevin Gage        | Varga Tamás      |
| Terri                  | Jennifer Baxter   | Árkosi Kati      |
| Mac McCreadle          | Josh Mostel       | Pálfai Péter     |
| Bobby Boulevard        | Mike Starr        | Faragó András    |

### Magyar változat
- Felolvasó: Mohai Gábor
- Magyar szöveg: Szojka László
- Hangmérnök: Tóth Péter Ákos
- Vágó: Simkó Ferenc
- Gyártásvezető: Sarodi Tamás
- Szinkronrendező: Báthory Orsolya

## Megjelenés
A filmet 2001. szeptember 8-án mutatták be az északnyugat-németországi Oldenburg Nemzetközi Filmfesztiválon, három nappal a Szeptember 11-ei terrortámadás előtt. A World Trade Center tornyait ábrázoló felvételek benne maradtak a filmben, és nem vágták ki őket. A filmet Olaszországban 2001. november 30-án, az Egyesült Államokban pedig 2002. október 11-én mutatták be.